# Ciro Guerra
Ciro Alfonso Guerra (Río de Oro, Cesar, 6 de febrer de 1981) és un cineasta colombià reconegut per la seva pel·lícula El abrazo de la serpiente (2015), nominada a l'Oscar com millor pel·lícula estrangera (2016). Ha estat convidat a més de 60 festivals de cinema de tot el món (incloent Canes, Tribeca, Seül, Bangkok, Seattle, Rio de Janeiro i Guadalajara), guanyador a més de 15 premis i esments en festivals com Sant Sebastià, Tolosa, Trieste, Mar del Plata, Varsòvia, Austin, Quito, Santiago de Xile, Cartagena i l'Havana. El 14 de gener de 2016 es va anunciar que la seva pel·lícula El abrazo de la serpiente estava nominada a un premi Oscar en la categoria de Millor Pel·lícula de Parla no Anglesa. En 2018 va dirigir Pájaros de verano, triada per a representar a Colòmbia en la 91° edició dels Premis Óscar en la categoria Millor pel·lícula de parla no anglesa. En 2019 va dirigir la seva primera pel·lícula en idioma anglès, Waiting for the Barbarians, protagonitzada per Johnny Depp i estrenada a la Mostra Internacional de Cinema de Venècia.

## Carrera
Guerra va cursar estudis de cinema i televisió en la Universitat Nacional de Colòmbia. Després de dirigir alguns curtmetratges, va debutar amb el llargmetratge La sombra del caminante en 2004 a l'edat de 23 anys. La pel·lícula va ser seleccionada com a candidata colombiana en la categoria de Millor Pel·lícula en Idioma Estranger en l'edició número 78 dels Premis Oscar, però no va ser nominada. La seva següent pel·lícula, Los viajes del viento, va competir en la secció Un Certain Regard del Festival de Canes de 2009 i va ser novament seleccionada com a candidata colombiana als Oscar.
La pel·lícula de 2015 El abrazo de la serpiente es va projectar en la Quinzena de Realitzadors del Festival de Cannes de 2015, on va guanyar el premi C.I.C.A.E. Va obtenir el guardó a millor pel·lícula en els festivals de Odessa i Lima. La pel·lícula també va estar entre les nominades a Millor Pel·lícula en Idioma Estranger en els Óscar, sent la primera pel·lícula colombiana nominada en aquesta categoria.
El 22 de novembre de 2017, Netflix va ordenar la producció de la sèrie Frontera verde, basada en una idea original de Diego Ramírez Schrempp i Jenny Ceballos de Dynamo Producciones. Guerra va ser acreditat com a productor executiu de la sèrie, al costat de Diego Ramírez Schrempp, Andrés Calderón, Jorge Dorado i Cristian Conti. Frontera verde va ser dirigida per Guerra, Laura Mora Ortega i Jacques Toulemonde Vidal i escrita per Mauricio Leiva-Cock, Antón Goenechea, Camila Brugrés, Gibrán Portela, Javier Peñalosa, María Camila Arias, Natalia Santa i Nicolás Serrano. La minisèrie es va estrenar en Netflix el 16 d'agost de 2019.
En 2018, Guerra va estrenar el seu quart llargmetratge, Pájaros de verano. Filmada al desert de La Guajira, Guerra afirma que és "una espècie de pel·lícula de gàngsters, però completament diferent a qualsevol pel·lícula d'aquest gènere que hagi vist". Un any després, el director va estrenar el seu primer llargmetratge en anglès, titulat Waiting for the Barbarians, una adaptació de la novel·la del mateix nom. La pel·lícula va ser protagonitzada per Mark Rylance i Johnny Depp i es va estrenar a la Mostra Internacional de Cinema de Venècia.

## Polèmica
El 24 de juny de 2020, la revista Volcánicas va publicar un reportatge amb el testimoniatge de set dones que narraven situacions d'assetjament sexual per part de Guerra, en alguns casos amb violència. Un testimoni addicional contava com el director hauria abusat sexualment d'una dona que es trobava a casa seva, a Bogotà. Les presumptes agressions haurien ocorregut entre el 2013 i el 2019. La notícia va ser difosa per diferents mitjans de comunicació colombians i estrangers.
Tot seguit, el cineasta va publicar un vídeo en què va rebutjar la validesa de les acusacions i va fer una crida a la justícia per tal que revelés la veritat dels casos. No obstant això, les autores del reportatge van esmentar posteriorment que l'objectiu de la denúncia va ser fer un toc d'atenció sobre la normalització de la violència sexual en la indústria audiovisual colombiana, cosa que obstaculitza el creixement professional de les dones i les afecta físicament i emocionalment.
Tanmateix, el maig del 2021 un tribunal de Bogotà, que investigava un possible delicte de difamació de la revista Volcánicas, va posicionar-se a favor de Guerra, atès que les proves «no s'ajustaven als requisits de veracitat i imparcialitat». Les editores de la revista, Catalina Ruiz Navarro i Matilde de los Milagros Londoño, van preferir no demanar més informació a les suposades víctimes per a no posar-les en perill.

## Filmografia
| Any  | Pel·lícula                 | Director | Productor | Guió |
| ---- | -------------------------- | -------- | --------- | ---- |
| 1998 | Silencio (Curtmetratge)    | Sí       | No        | No   |
| 2000 | Alma (Curtmetratge)        | Sí       | No        | No   |
| 2001 | Intento (Curtmetratge)     | Sí       | No        | No   |
| 2004 | La sombra del caminante    | Sí       | No        | Sí   |
| 2006 | Documental Siniestro       | Sí       | No        | No   |
| 2009 | Los Viajes del Viento      | Sí       | No        | Sí   |
| 2013 | Edificio Royal             | No       | Sí        | No   |
| 2015 | El abrazo de la serpiente  | Sí       | No        | Sí   |
| 2018 | Pájaros de verano          | Sí       | No        | No   |
| 2019 | Waiting for the Barbarians | Sí       | No        | No   |

## Col·laboradors
| Actor                    | La sombra del caminante (2004) | Los viajes del viento (2008) | El abrazo de la serpiente (2015) |
| Productor                |                                |                              |                                  |
| ------------------------ | ------------------------------ | ---------------------------- | -------------------------------- |
| Cristina Gallego         | x                              | x                            | x                                |
| Guió                     |                                |                              |                                  |
| Jacques Toulemonde Vidal |                                | x (ast. Dir.)                | x                                |
| Disseny de Producció     |                                |                              |                                  |
| Angélica Perea           |                                | x                            | x                                |

## Premis i distincions
Festival Internacional de Cinema de Canes
| Any  | Categoria        | Pel·lícula                | Resultat  |
| ---- | ---------------- | ------------------------- | --------- |
| 2015 | Premi Art Cinema | El abrazo de la serpiente | Guanyador |

- Guanyador dels Premis Platino 2016 a la Millor Direcció per El Abrazo de la Serpiente[19]
- Nominat als Premis Platino 2016 al Millor Guió per El Abrazo de la Serpiente[20]